# 1962年日本參議院選舉
第6屆日本參議院議員通常選舉（日语：／）在1962年7月1日舉行，選出參議院議員。自民黨在這次選舉後取得了142個參議院議席，進一步擴大了其在參議院的優勢。

## 議員

### 選舉区当選
自民党   社会党   公明政治聯盟   民社党   無黨籍 
| 北海道     | 北海道       | 北海道     | 北海道     | 青森縣     | 岩手縣   | 宮城縣     | 秋田縣   | 山形縣     | 福島縣     | 福島縣     |
| ---------- | ------------ | ---------- | ---------- | ---------- | -------- | ---------- | -------- | ---------- | ---------- | ---------- |
| 大矢正     | 小林篤一     | 吉田忠三郎 | 西田信一   | 笹森順造   | 渡邊勘吉 | 高橋進太郎 | 鈴木壽   | 白井勇     | 松平勇雄   | 大河原一次 |
| 茨城縣     | 茨城縣       | 栃木縣     | 栃木縣     | 群馬縣     | 群馬縣   | 埼玉縣     | 埼玉縣   | 千葉縣     | 千葉縣     |            |
| 郡祐一     | 森元治郎     | 植竹春彦   | 稻葉誠一   | 木暮武太夫 | 伊藤顯道 | 上原正吉   | 瀨谷英行 | 木島義夫   | 柳岡秋夫   |            |
| 神奈川縣   | 神奈川縣     | 山梨縣     | 東京都     | 東京都     | 東京都   | 東京都     | 新潟縣   | 新潟縣     | 富山縣     |            |
| 曾祢益     | 相澤重明     | 吉江勝保   | 安井謙     | 和泉覺     | 石井桂   | 岡田宗司   | 小柳牧衛 | 杉山善太郎 | 館哲二     |            |
| 石川縣     | 福井縣       | 長野縣     | 長野縣     | 岐阜縣     | 静岡縣   | 静岡縣     | 愛知縣   | 愛知縣     | 愛知縣     | 三重縣     |
| 林屋龜次郎 | 熊谷太三郎   | 林虎雄     | 小山邦太郎 | 古池信三   | 鈴木万平 | 栗原祐幸   | 成瀨幡治 | 草葉隆圓   | 柴田榮     | 齋藤昇     |
| 滋賀縣     | 京都府       | 京都府     | 大阪府     | 大阪府     | 大阪府   | 兵庫縣     | 兵庫縣   | 兵庫縣     | 奈良縣     | 和歌山縣   |
| 西川甚五郎 | 大野木秀次郎 | 藤田藤太郎 | 椿繁夫     | 白木義一郎 | 中山福藏 | 佐野芳雄   | 岸田幸雄 | 中野文門   | 新谷寅三郎 | 前田佳都男 |
| 鳥取縣     | 島根縣       | 岡山縣     | 岡山縣     | 廣島縣     | 廣島縣   | 山口縣     | 德島縣   | 香川縣     | 愛媛縣     | 高知縣     |
| 仲原善一   | 山本利寿     | 矢山有作   | 近藤鶴代   | 岩澤忠恭   | 松本賢一 | 二木謙吾   | 紅露美津 | 平井太郎   | 堀本宜實   | 鹽見俊二   |
| 福岡縣     | 福岡縣       | 福岡縣     | 佐賀縣     | 長崎縣     | 熊本縣   | 熊本縣     | 大分縣   | 宮崎縣     | 鹿兒島縣   | 鹿兒島縣   |
| 龜井光     | 小柳勇       | 森部隆輔   | 杉原荒太   | 久保勘一   | 園木登   | 林田正治   | 後藤義隆 | 平島敏夫   | 田中茂穗   | 佐多忠隆   |

- 補選（任期3年）- 因在第5屆日本參議院議員通常選舉中選出的鮎川金次郎從缺。

| 東京都 | 野坂参三 |

### 全国区当選
自由民主党   日本社会党   公明政治聯盟   民社党   日本共產党   参議院同志会   無黨籍 
| 1位-10位  | 中上川亞紀 | 加藤静枝   | 長谷川仁 | 迫水久常 | 源田實   | 浅井亨     | 山崎齊     | 丸茂重貞   | 北条雋八 | 鈴木一弘 |
| 11位-20位 | 山下春江   | 大谷藤之助 | 澀谷邦彦 | 二宮文造 | 小林武   | 岩間正男   | 鈴木市藏   | 稻浦鹿藏   | 森八三一 | 野知浩之 |
| 21位-30位 | 天坊裕彦   | 小西英雄   | 林鹽     | 田中一   | 重宗雄三 | 辻武寿     | 野野山一三 | 中村順造   | 藤原道子 | 鬼木勝利 |
| 31位-40位 | 北村暢     | 高山恒雄   | 鈴木強   | 占部秀男 | 江藤智   | 日高廣為   | 横川正市   | 小酒井義男 | 野溝勝   | 豐田雅孝 |
| 41位-50位 | 竹中恒夫   | 向井長年   | 手島榮   | 中村正雄 | 川野三曉 | 大竹平八郎 | 柴谷要     | 森田玉     | 光村甚助 | 松村秀逸 |

- 補選（任期3年）- 因在第5屆日本參議院議員通常選舉中選出的鮎川義介從缺。

| 51位 | 阿部竹松 |

因松村秀逸去世（1962年9月7日）改為任期6年。
- 遞補（任期3年）

| 山高繁 |

因松村秀逸去世

### 補選
- 熊本選舉区 園木登（1962.12.23去世）→北口龍德（1963.1.29補選）
- 宮城選舉区 高橋進太郎（參選宮城縣知事）→高橋文五郎（1965.4.11補選）
- 熊本選舉区 北口龍德（1965.5.31去世）→園田清充（1965.7.18補選）
- 廣島選舉区 岩澤忠恭（1965.12.18去世）→中津井真（1966.1.30補選）
- 京都選舉区 大野木秀次郎（1966.3.4去世）→林田悠紀夫（1966.4.27補選）
- 愛知選舉区 草葉隆圓（1966.9.20去世）→横井太郎（1966.11.5補選）
- 神奈川選舉区 曾祢益（參選眾院選）→佐藤一郎（1967.2.12補選）
- 福岡選舉区 龜井光（參選福岡縣知事）→鬼丸勝之（1967.4.30補選）
- 滋賀選舉区 西川甚五郎（1967.5.16去世）→西村關一（1967.6.25補選）
- 群馬選舉区 木暮武太夫（1967.7.10去世）→佐田一郎（1967.8.20補選）

## 外部連結
- 総務省統計局ホームページ　第27章「公務員・選挙」 （页面存档备份，存于）
- 『ザ・選挙』
  - 『ザ・選挙』第6回参議院議員選挙 （页面存档备份，存于）
  - 『ザ・選挙』第6回参議院議員補欠選挙（熊本選挙区） （页面存档备份，存于）
  - 『ザ・選挙』第6回参議院議員補欠選挙（熊本選挙区） （页面存档备份，存于）
  - 『ザ・選挙』第6回参議院議員補欠選挙（栃木選挙区） （页面存档备份，存于）
  - 『ザ・選挙』第6回参議院議員補欠選挙（福岡選挙区） （页面存档备份，存于）
  - 『ザ・選挙』第6回参議院議員補欠選挙（茨城選挙区） （页面存档备份，存于）
  - 『ザ・選挙』第6回参議院議員補欠選挙（愛知選挙区） （页面存档备份，存于）
  - 『ザ・選挙』第6回参議院議員補欠選挙（京都選挙区） （页面存档备份，存于）
  - 『ザ・選挙』第6回参議院議員補欠選挙（和歌山選挙区） （页面存档备份，存于）
  - 『ザ・選挙』第6回参議院議員補欠選挙（岡山選挙区） （页面存档备份，存于）
  - 『ザ・選挙』第6回参議院議員補欠選挙（宮城選挙区） （页面存档备份，存于）
- 参院選で自民が革新勢力を振り切る | NHK放送史（動画・記事） （页面存档备份，存于）

1. ↑  『国政選舉総覧 1947-2016』549頁。